# Giulio Coniglio
Giulio Coniglio è una serie animata italiana del 2017, basata sul personaggio della disegnatrice Nicoletta Costa. Si rivolge a bambini in età prescolare.

## Personaggi
- Giulio Coniglio
- Topo Tommaso
- Lumaca Laura
- Oca Caterina
- Istrice Ignazio
- Lepre Gelsomina
- Furio Cavallo
- Dottor Gufo
- Tartaruga Teresa
- Renna Renata

## Doppiaggio
- Giulio Coniglio - Marcella Silvestri
- Laura Lumaca - Valentina Pallavicino
- Oca Caterina - Katia Sorrentino
- Topo Tommaso - Gea Riva
- Istrice Ignazio - Patrizia Scianca
- Dottor Gufo - Pietro Ubaldi
- Leo Lupo - Mario Zucca

## Episodi
1. Una renna in vacanza
2. Buon compleanno, Giulio Coniglio!
3. Un gelato sotto la pioggia
4. Le stelle volanti
5. Una notte in tenda
6. Che sonno!
7. Un amico lontano
8. Le piccole cose
9. Un pomeriggio con Ignazio
10. Torna a casa, Tommaso!
11. Il cestino smarrito
12. Il bagno proprio no!
13. Orecchie rosse
14. Il leone forestiero
15. Tutti al faro!
16. Ghiaccio e capitomboli
17. Troppi scherzi
18. Gli eroi del bosco
19. I semi misteriosi
20. Dormire, dolce dormire
21. L'importante è divertirsi
22. La canzone dell'amicizia
23. Tommaso tuttofare
24. Un infermiere per Ignazio
25. La macchina perfetta
26. Il piccolo Max
27. Fra le nuvole [2]
28. Tanti amici, tanti applausi
29. La notte delle stelle cadenti
30. Buonanotte, Giulio!
31. Il volano che scappa
32. All'arrembaggio
33. Un regalo per Gelsomina
34. Una sorpresa enorme
35. Resta con me, Lumaca Laura!
36. Numeri e carote
37. Evviva l'estate
38. Un maestro troppo silenzioso
39. Un portafortuna capriccioso
40. Il libro scomparso
41. La renna di Natale
42. Alla ricerca di Laura
43. La "carota coraggio"
44. Balla con me!
45. Alla fine dell'arcobaleno
46. Il leone malinconico
47. Una stanza piena di colori
48. Il costume dell'amicizia
49. Magie magiche
50. La spesa pasticciona
51. Una strana allergia [3]
52. Gli aiutanti pasticcioni